# Кутепов Олександр Павлович
Кутепов Олександр Павлович (1882–1930)  — російській військовий діяч, монархіст, генерал-лейтенант, учасник білого руху.

## Життєпис
Народився в Череповці Новогородської губернії. Закінчив Петербурзьке військове училище (1904 р.). Перебував на службі у російському лейб-гвардії Преображенському полку. Учасник Першої Світової війни, полковник, георгіївський кавалер.
З листопада 1917 року — в Добровольчій армії, командир гвардійської роти. Учасник І-го Кубанського («Льодяного») походу, з квітня 1918 року — командир Корніловського ударного полку, згодом командир бригади і 1-ї піхотної дивізії.
З січня 1919 року — командир 1-го армійського корпусу Добровольчої армії, з грудня 1919 року — зведеного Добровольчого корпусу. Генерал-лейтенант.
У білогвардійській Російській армії генерала барона Петра Врангеля командував 1-м армійським корпусом. Із серпня 1920 року — командувач 1-ї армії. Після залишення білогвардійського Криму в Галліполі командував 1-м армійським корпусом.
Емігрував до Франції. З 1928 року — начальник білоемігрантського Російського загальновійськового союзу.
Загинув під час спроби викрадення його радянськими спецслужбами.